# هانس آپل
هانس آپل (انگلیسی: Hans Apel؛ ۲۵ فوریهٔ ۱۹۳۲ – ۶ سپتامبر ۲۰۱۱) یک سیاست‌مدار اهل آلمان بود. او عضو حزب سوسیال دموکرات آلمان بود و از سال ۱۹۷۸ تا سال ۱۹۸۲ وزیر دفاع آلمان بود. هانس آپل در ۶ سپتامبر ۲۰۱۱ در سن ۷۹ سالگی درگذشت.